# کیم رود
کیم رود (به انگلیسی: Kim Rhode) تیرانداز آمریکایی تراپ دوتایی و اسکیت است. او که اهل کالیفرنیا است، مدال‌آور شش بارهٔ بازی‌های المپیک، از جمله سه مدال طلا، و قهرمان شش باره کشور در تراپ دوتایی است. او موفقترین تیرانداز زن در المپیک و تنها قهرمان سه باره المپیک و تنها زنیست که در تراپ دوتایی دو بار مدال طلای المپیک برنده شده‌است. او در المپیک ۲۰۱۲ در تیراندازی اسکیت مدال طلا برد، و با رکورد جهان در ۹۹ از ۱۰۰ کلی برابری کرد. جدیدتر از همه او در المپیک ۲۰۱۶ ریو مدال برنز دریافت کرد و نخستین ورزشکار المپیکی شد که در پنج قاره مختلف مدال برده و نخستین ورزشکار المپیک تابستانی شد که در شش دوره متوالی در یک رشته انفرادی مدال برده است.
وی در بین سال‌های ‎۱۹۹۶ تا ۲۰۱۲ میلادی در مسابقات بازی‌های المپیک تابستانی در مجموع ۵ مدال، شامل ۳ مدال طلا و ۱ نقره و ۱ برنز را کسب کرد.